# Pierre Lozère
 (septembre 2013).
Si vous disposez d'ouvrages ou d'articles de référence ou si vous connaissez des sites web de qualité traitant du thème abordé ici, merci de compléter l'article en donnant les références utiles à sa vérifiabilité et en les liant à la section « Notes et références ».
Pierre Lozère, né le 16 mars 1946, est un auteur-compositeur-interprète français, s'illustrant dans la chanson pour enfants.

## Biographie
Il commence sa carrière en 1976 et continue depuis ses tournées en milieu scolaire et les centres culturels.
Son plus grand succès est l'album Papa clown, publié en 1983.
Il a publié 23 disques au total.

## Discographie
- 1978 : Tam ! Tam ! Tam ! Bonnes nouvelles
- 1980 : Trampolino
- 1981 : Allô la Terre
- 1983 : Papa clown
- 1983 : Balalaïka
- 1985 : Ouistiti
- 1987 : Manitou
- 1990 : Olé! Lolitas
- 1991 : Chantons les enfants
- 1991 : Whani Whani Ha
- 1992 : Guilirock
- 1993 : Cacaoyer
- 2005 : Toutoumania
- 2010 : Les Éoliennes
- 2012 : Pachamama
- 2013 : Aglagla
- 2014 : Allez les copains
- 2015 : Carrousel
- 2016 : Vive le cirque !
- 2017 : Youyou
- 2023 : La récré